# Cesano (Senigallia)
Cesano (El C'sàŋ in dialetto gallo-piceno) è una piccola frazione di circa 2 000 abitanti situata nella zona nord del comune di Senigallia, in provincia di Ancona.
Il suo nome deriva dalla presenza nel suo territorio della foce dell'omonimo fiume che delimita oltre che il confine nord della frazione anche la separazione della provincia di Ancona da quella di Pesaro.
Cesano è particolarmente attiva soprattutto nella stagione estiva.Sfruttando il turismo che la vicina "spiaggia di velluto" di Senigallia spinge fino ai paesi limitrofi, anche a Cesano la stagione balneare porta benefici evidenti sia alla popolazione che alle attività commerciali.Fiore all'occhiello della frazione è la famosa e stimata Sagra del Pesce che attira ogni anno migliaia di visitatori da ogni parte della regione, che giungono a Cesano per assaggiare i piatti tipici di pesce tramandati di anno in anno dagli antichi fondatori ormai più di cinquanta anni fa, e ancora oggi cucinati con la stessa passione di allora.